# Stefanie Clausen
Anna Stefanie „Nanny“ Fryland Clausen (* 1. April 1900 in Kopenhagen; † 2. August 1981 in Karlebo) war eine dänische Wasserspringerin, die bei den Olympischen Sommerspielen 1920 in Antwerpen Gold im Turmspringen gewann.
In der Olympischen Qualifikation am 24. August 1920 belegte Clausen in ihrer Gruppe den dritten Platz hinter der Britin Eileen Armstrong und der US-Amerikanerin Elizabeth Grimes, diese drei gelangten ins Finale zusammen mit drei Springerinnen der anderen Gruppe. Im Finale am 28. August waren fünf Sprünge zu absolvieren: zwei vom Viermeterbrett und drei aus einer Höhe von acht Metern. Clausen erzielte 173 Punkte und hatte sieben Punkte Vorsprung auf Beatrice Armstrong, die Silber gewann.
1930 heiratete Stefanie Clausen Jacob Nielsen, mit dem sie drei Kinder hatte. Sie ist die bis heute einzige dänische Olympiasiegerin im Wasserspringen. Dänemark gewann nach 1920 nur noch eine olympische Medaille, als Birte Christoffersen 1948 Bronze vom Turm gewinnen konnte.